# 2149 Schwambraniya
2149 Schwambraniya је астероид главног астероидног појаса чија средња удаљеност од Сунца износи 2,549 астрономских јединица (АЈ).
Апсолутна магнитуда астероида је 11,7.